# Sterrenberg (Arnhem)
Sterrenberg is een wijk in het noorden van de stad Arnhem, en is gelegen tussen de Bakenbergseweg, de Amsterdamseweg en de Jacob Marislaan.
De wijk Sterrenberg ontleent haar naam aan De Sterrenberg, een landgoed dat tussen de Bakenbergseweg en de Amsterdamseweg lag. Het sterrenbos op het landgoed was een stervormig stelsel van 10 beukenlanen, welke alle richtingen uitgingen. Het werd in opdracht van de familie Umbgrove, eigenaar van het landgoed, in de 19de eeuw aangelegd. In de jaren dertig van de 20e eeuw werd op het landgoed begonnen met de bouw van de huidige woonwijk.
In de wijk zijn onder het Regionaal Expertise Centrum Groot Gelre (REC) en de Openbare basisschool Pieter Brueghel gevestigd. In 2009 is in het landhuis de Sterrenberg het Montessori kinderdagverblijf met buitenschoolse opvang ingericht. Het eerste Montessori-kinderdagverblijf in Nederland is in 2002 in Arnhem opgericht.

## Zie ook

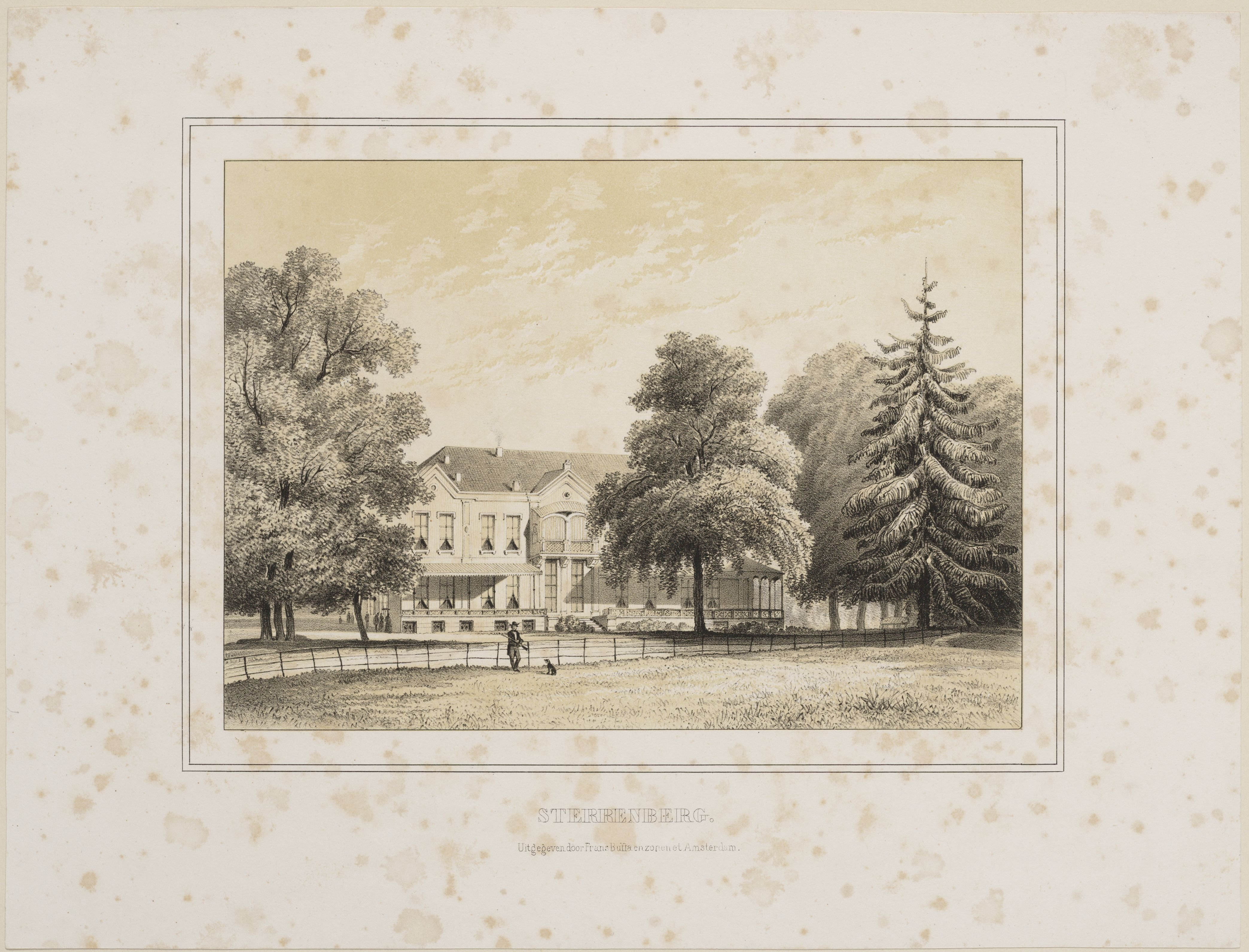
Erfgoed Sterrenberg, litho, circa 1850
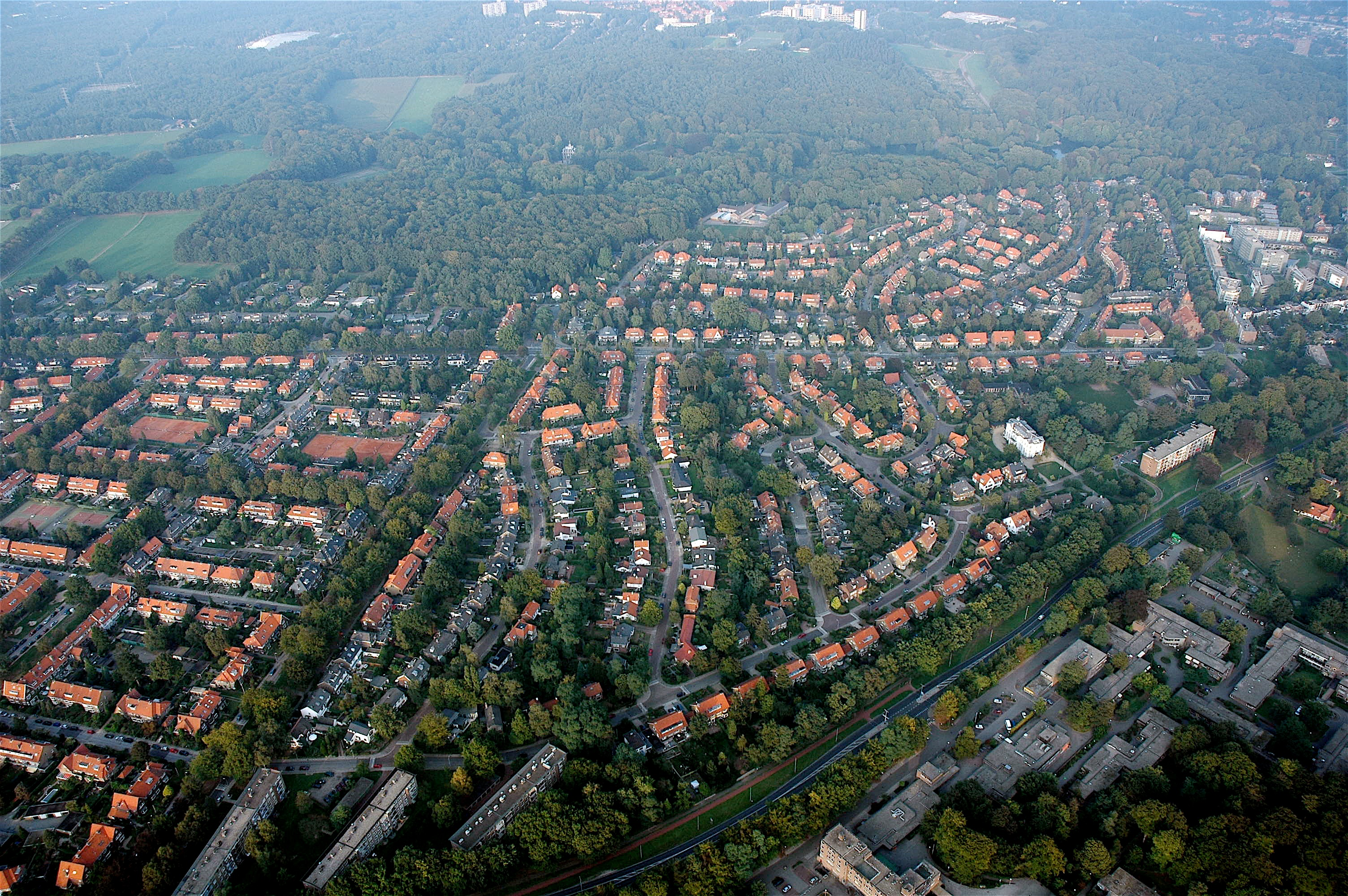
Luchtfoto vanuit het zuiden
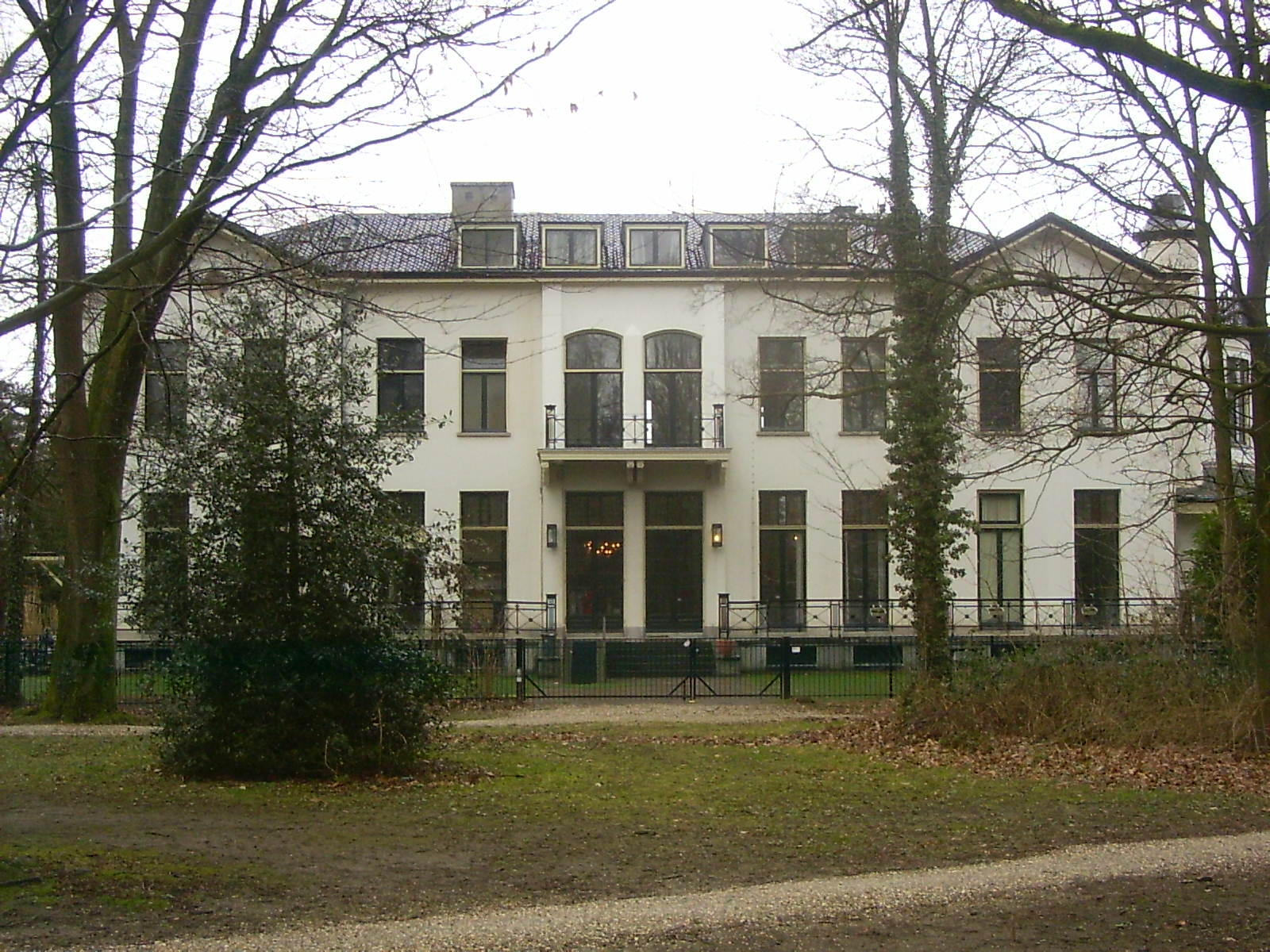
Landhuis Sterrenberg